# Маята (деревня)
 Маята  — деревня в Парфинском районе Новгородской области в составе Федорковского сельского поселения.

## География
Находится в центральной части Новгородской области на расстоянии приблизительно 21 км на север-северо-восток от районного центра поселка Парфино у речки Маята.

## История
В 1909 году здесь (Крестецкий уезд Новгородской губернии) было учтено 9 дворов.

## Население
Численность населения: 73 человека (1908 год), 3 (русские 100 %) в 2002 году, 1 в 2010.